# La matita magica
La matita magica (Zaczarowany ołówek) è una serie televisiva animata polacca, prodotta dalla Se-ma-for tra il 1964 e il 1977. In Italia è stata trasmessa dalla RAI negli anni settanta.

## Trama
La serie, priva di dialoghi, narra le avventure di un ragazzo con una matita magica che disegna oggetti che diventano reali. Il ragazzo è accompagnato da un cane.

## Episodi
1. Nel cortile – (Na podwórzu, K. Baraniecki) 1964
2. L'inseguimento – (Pogoń, A. Piliczewski) 1964
3. Allarme allo Zoo – (Alarm w zoo, A. Kotowska) 1964
4. Custode degli uccelli – (Opiekun ptaków, Z. Czernelecki) 1964
5. L'alluvione – (Powódź, J. Skrobiński) 1965
6. Perso nel bosco – (Zbłąkani w lesie, A. Piliczewski) 1965
7. Disastro in montagna – (Katastrofa w górach, Z. Czernelcki) 1965
8. Il lupo di mare – (Wilk morski, Z. Czernelecki) 1965
9. Volpe in giro per la strada – (Chodzi lis koło drogi, A. Kotowska) 1965
10. Nella vecchia capanna – (W starej szopie, A. Piliczewski) 1965
11. All'ombra di un pino – (W cieniu sosny, Z. Czernelecki) 1966
12. La fuga del bambino – (Kajtek, A. Piliczewski) 1966
13. Borsa di Natale con regali – (Worek prezentów, A. Kotowska) 1966
14. Il gallo rosso – (Czerwony kur, Z. Czernelecki) 1969
15. Tesoro sottomarino – (Podwodny skarb, Z. Czernelecki) 1969
16. Treno pazzo – (Szalony pociąg, A. Piliczewski) 1969
17. La gazza ladra – (Sroczka złodziejka, L. Kronic) 1969
18. Vacanze con lo spirito – (Wakacje z duchem, A. Kotowska) 1969
19. La scuola di musica – (Blekitno czerwoni, Z. Czernelecki) 1969
20. Come addomesticare i leoni – (Jak poskromić lwy, A. Kotowska) 1970
21. Sull'orlo dell'abisso – (Na skraju przepaści, L. Kronic) 1970
22. L'aquilone di Kajtek – (Latawiec Kajtka, Z. Czernelecki) 1970
23. Noci per l'inverno – (Orzeszki na zimę, A. Piliczewski) 1970
24. Dormiglione nella grotta – (Śpioch w jaskini, L. Kronic) 1970
25. Disco in porta – (Krążek do bramki, A. Piliczewski) 1970
26. Il piccolo cowboy – (Mały kowboj, L. Kronic) 1970
27. La bottiglia misteriosa – (Tajemnicza butelka, Z. Czernelecki) 1974
28. La vita sta annegando – (Lajba tonie, Z. Czernelecki) 1974
29. Avanti tutta – (Cała naprzód, Z. Czernelecki) 1974
30. I tentacoli del polpo – (Macki ośmiornicy, L. Kronic) 1974
31. A destinazione – (U celu podróży, A. Piliczewski) 1975
32. I trucchi della scimmia – (Malpie figle, A. Kotowska) 1975
33. Safari con fotocamera – (Safari z kamera, L. Kronic) 1975
34. Due a zero – (Dwa do zera, R. Szymczak) 1975
35. Una visita inaspettata – (Niespodziewana wizyta, Z. Czernelecki) 1975
36. Nel vecchio mulino – (W starym mlynie, Z. Czernelecki) 1976
37. Duello nella boscaglia – (Pojedynek w buszu, I. Czesny) 1976
38. Battesimo del marinaio – (Marynarski chrzest, A. Piliczewski) 1976
39. Il legato al ghiaccio – (W okowach Lodu, L. Kronic) 1977